# Софија Налетилић Пенавуша
Софија Налетилић Пенавуша (Мокро, Босна и Херцеговина, 6. јануар 1913 − Широки Бријег, 22. јун 1994), позната као бака Пенавуша, хрватска је и босанско-херцеговачка вајарка наиве. Надимак Пенавуша добила је по девојачком презимену Пенавић.

## Биографија
Дјетињство је провела у великом сиромаштву. У њеном раном дјетињству, посебно за вријеме Првог свјетског рата, у Херцеговини је владала велика суша и глад. Тешка ситуација довела је до тога да је око 17. 000 дјеце из Херцеговине пребачено у Славонију да би их спасили да не умру од глади. Није никада похађала школу, али се сама описменила када је имала десет година. Удала се у Оклаје код Широког Бријега, гдје је највећи дио живота провела бавећи се кућним пословима и земљорадњом. Године 1942. остала је удовица и од тада носи црнину, која је, уз цигарету коју је пушила од своје 8. године, постала њен заштитни знак. Након смрти супруга, Маријана постала је глава породице и подигла своју децу и унуке, који су јој увек били снажан ослонац у животу. Њен син Витомир изненада умире 1977. године, што оставља дубок траг у њеном животу. Исте године, у својој 64. години, је почела да се бави вајањем ("резбарењем"), након што ју је њен унук Драган замолио да му помогне да направи скулптуру птице за домаћу задаћу. Бака је узела дрво трешње и турпију и изрезбарила унуку кокошку. Након тога, друга деца су јој се почела обраћати за помоћ. Тако се родила љубав баке према резбарењу. Била је самоука вајарка - није похађала уметничке школе или креативне курсеве.
Најбољи и најпознатији део њеног опуса чине статуе животиња, а израдила је и историјске и библијске ликове. Открио ју је ликовни критичар и писац Дубравко Хорватић. Први пут излаже 1982. године у Загребу, у приватној галерији Шира. Тада је имала шездесет девет година. Од тада је учествовала на бројним самосталним и групним изложбама. Између осталих, њени радови су излагани у Ђурђевцу, Винковцима, Опузену, Дубровнику, Вараждину, Хлебинама, Великој Горици, Загребу, Љубушком, Сарајеву, Братислави и Бергену.
Године 1985. проглашена је "особом године" у анкети магазина Старт. Због рата, 1992. године први пут у животу напушта свој дом и родни град и одлази у избјеглиштво. Затим је привремено живјела на острву Чиово, код Трогира. Преминула је 22. јуна 1994. у Широком Бријегу, два мјесеца прије међународног признања на Свјетском тријеналу наивне умјетности "Инсита 94" у Братислави. Данас велики дио њеног вајарског стваралаштва чува њена породица, а многа дјела налазе се у приватним колекцијама и у неколико музеја и галерија (Фрањевачка галерија у Широком Бријегу, Хрватски музеј наивне умјетности, Модерна галерија, Галерија Кловићеви двори у Загребу и Галерија Петар Смајић у Ернестинову).

## Стваралаштво
Током своје уметничке каријере направила је неколико хиљада дрвених скулптура - "дрвљача", како их је бака вољела звати. Радила је сваког дана, осим недеље и празника, у гаражи свог сина, коју је претворила у атеље. „Теме њених скулптура, према речима Власте Грацина, биле су оно што је чинило њен цјелокупни живот: дубока религиозност, патриотизам, а прије свега њен скривени унутрашњи живот у коме је било похрањено свеколико сјећање.“  Након резбарења скулптуре, бака би фарбала дрво темпером, а затим га лакирала. У самом почетку је само резбарила дрво, није га фарбала. Изрезбарила је скулптуре мањих животиња на којима се види несигурност и потрага за сопственим изразом ( "Птица", 1977, "Мачка", 1978).). Свака статуа животиње била би прикована за дрвено постоље или постоље од шперплоче. Прво је користила сто година стар чекић наслеђен од деде обућара и обичну тестеру за резбарење дрвених скулптура, али како су почели да јој доносе већа дебла и пањеве, почела је да користи моторну тестеру крајем 1980-их са којом се и повриједила. Преживјела је два срчана удара, али наставља да резбари.

#### Људске фигуре
У почетку се највише бавила религиозном тематиком – клесала је скулптуре Христоса, Богородице, светаца, пророка, фратара и рељефе Крижног пута. Њен избор тема није изненађујући јер је црква била једино место гдје је дубоко религиозна старица могла да се сусреће са умјетношћу. Прве скулптуре светаца ("Исус ми куца у срце" ; "Богородица" или "Света породица", рељефи Крижног пута) су компактног облика, савршено избалансиране, чврсте композиције, глатких, пажљиво обрађених затворених површина. Често јој је била важна локација одакле је дрво потекло, са дебла Билих, гдје су у вријеме Турака фратри тајно одржавали мисе, или гдје су убијани свештеници, за ликове светаца или фратара.
Истичу се њене скулптуре које приказују најзначајније хрватске историјске личности ("Краљ Томислав", "Бан Јелачић" ) и народне хероје – познате по борби против Турака ( "Мијат Томић", "Јанко из" Сибињана, "Иво Сењанин" ). Радила је и приказе „малих људи“ попут "Херцеговка преде" (1980) и "Тузгава дама" (1983).).

#### Животиње
Најврједнији и најбројнији део ауторкиног опуса су статуе животиња. Наиме, Софија Налетилић Пенавуша је пре свега била анималиста. Она је портретисала животиње из различитих поднебља, од којих многе никада у животу није видјела. „Све је поједностављено, прочишћено, стилизовано и потпуно генерализовано. Ниједна Пенавушина фигура није представљена појединачно, а неки њени радови су готово на граници апстрактног израза.“ 
Али иза инспирације њеног бестијарија стоји, како Грацин наводи, побожност и повезаност ауторке са фрањевцима. У прилог томе говоре Пенавушини прикази Св. Фрање како проповједа птицама, које је изрезбарила десетак пута ("Св. Фрањо проповеда птицама" од 1981. и 1985. године).
Процес израде скулптура за Софију Налетилић био је религиозно искуство. У монографији Измољене "скулптуре" Грацин описује њен начин рада: „Док је радила“ увијек се молила (понекад и по сто Отаца дневно), молила се брзо и гласно да њен лик или молитва „не побегну“. Кроз молитву је пожељела да се њена идеја не противи природном (Божјем) облику сјеченог дрвета. Она није - и не жели да буде кротитељка дрва. И ниједна скулптура није само птица, само жаба, само сова... Ово су молитвени облици у којима Бабини ликови чувају трагове Божије воље.“ 
У Пенавушином бестијарију најистакнутији су прикази птица које ауторка боји највеличанственијим бојама ("Турска", "Рајска птица", "Велика сова", "Орао сломљених крила", "Чапље", скулптуре петлова). Пенавуша овако описује процес сликања својих дрвених скулптура: "Увек додај још боја тим бојама, оне се тако ломе и постају сигурније!"  Највећи део њеног опуса заузимају скулптуре корњача, на чијем оклопу црта различите симболе на које наставља да примењује различите боје ("Жаба-корњача", "Корњача"). У бројним скулптурама Пенавуша задржава чврсту, збијену форму коју затвара са „преломљеним“ боје "(слон," "крокодил," "јазавац", "јарац" или "кит)."
Понекад кроз своје приказе животиња исказује радост и смијех дјетета у себи, које у свом животу пуном трагедије није умјела да искаже. Из њеног огромног опуса издвајају се: "Обитељ мајмуна", "Лав се смије", "Сова у хлачама", "Ништа нисам узела," "Не могу се стићии" и "Орлови близанци". У каснијим радовима дрво јој задаје облик, па настаје све више скулптура са групама животиња, односно паровима животиња. Међу њима се истичу скулптуре "Грабљивица и плијен", "Пијетао на жаби", "Братство и јединство", и "Свак на своју страну".
Тамна боја у њеним дрвеним скулптурама резервисана је углавном за дивље, шумске животиње, а ту су и бројне статуе које приказују вука ("Мали вук", "Вук који завија"), затим скулптуре као што су "Рис", "Лане на три ноге", "Мачка" или "Ласица".
Пречници неких Пенавушиних скулптура достижу скоро 2 метра, а уједно су и скулптуре пуне симболичког значења ("Орах опет живи", "Пањ злих духова"). Међутим, уз сваку статуу аутор повезује неку причу или симболичко значење. Црнковић описује свој приказ животиња као подједнако дослован, метафоричан и симболичан. Тако сова може бити свакодневна птица њеног поднебља, може бити симбол мудрости, али и туге, усамљености или може бити гласник смрти. Корњача може бити метафора за дуговечност, мудрост, истрајност или истрајност, а орлови могу да служе и као симбол снаге, слободе и храбрости.
Њено последње, недовршено дело је скулптура "Поскок" .

## Изабрана дела
- "Грабљивица и" плијен, 1981, 468к280к378 мм, тесано, осликано дрво, лак, Хрватски музеј наивне умјетности, Загреб
- "Орао", 1981, 465к195к483 мм, тесано, осликано дрво, лак, Хрватски музеј наивне умјетности, Загреб
- "Птица", око 1982, 600к310к210 мм, тесан, обојено дрво, лак, Хрватски музеј наивне умјетности, Загреб
- "Пијетао," око 1982, 200к250к110 мм сече, сликао дрво, лак, приватна својина, Загребу
- "Жаба - корњача", око 1983, 370к440к590 мм, тесано, обојено дрво, лак, Хрватски музеј наивне умјетности, Загреб
- "Ласица", око 1983, 120к650к80 мм, тесан, фарбано дрво, лак, приватно власништво, Загреб
- "Двоглав-птица", око 1984, 560к410к230 мм, тесан, фарбано дрво, лак, приватно власништво, Загреб
- "Зебра", око 1984, 210к320к135 мм, тесан, фарбано дрво, лак, приватно власништво, Загреб
- "Сова", око 1985, 275к170к115 мм, збирка Азиновић, Загреб
- "Рајска птица", око 1985, 290к350к135 мм, тесан, фарбано дрво, лак, приватно власништво, Загреб
- "Велика сова", 1985, 800к255к285 мм, тесана, обојено дрво, лак, Хрватски музеј наивне умјетности, Загреб
- "Корњача", око 1988, 265к420к420 мм, тесан, фарбано дрво, лак, приватно власништво, Загреб

## Значајне изложбе
Излагала је на двадесетак самосталних и више групних изложби. "На Светском тријеналу наивне уметности Инсита 94" у Словачкој националној галерији у Братислави 1994. године освојила је "Гранд При међународног жирија." Заслужена награда омогућила јој је самосталну изложбу 1997. године у Словачкој националној галерији у Братислави. Значајна је и онлајн изложба Софије Налетилић Пенавуше, постављена посредством мултимедијалног женског центра НОНА из Загреба, која је уврштена међу најбоље светске сајтове у избору Енциклопедије Британика (Најбоље веб локације).

### Самосталне изложбе
- Галерија Шира, Загреб, 1982
- Галерија Стари град, Ђурђевац, 1982
- Изложбени салон казалишта, Винковци, 1983
- Ликовни салон, Опузен, 1984
- Галерија Форум, Загреб, 1985
- Галерија ЦДА, Сарајево, 1986
- Галерија Дубрава, Дубровник, 1987
- Галерија Вараждинске банке, Вараждин, 1988
- Галерија, Хлебине, 1989
- Галерија Мирко Вириус, Загреб, 1989
- Мултимедијални женски центар НОНА, Загреб, 1995
- "Софија Налетилић Пенавуша", "Инсита 97", Словенска народна галериа, Братислава, 1997.
- Галерија ТМТ, Љубушки, 2001

### Групне изложбе
- "Савремени анималисти", Уметничка галерија, Винковци, 1983
- "Из фундуса Галерије примитивне умјетности", Галерија примитивне умјетности, Загреб, 1983.
- "Питома реч дивљине", Галерија Галженица, Велика Горица, 1986
- "Наива 87", Галерија примитивне умјетности, Загреб, 1987.
- "Југословенска" уметност, Галерија Сивертс, Берген, 1987.
- "Осам самосвојних", Галерија Вириус, Загреб, 1988.
- "Тисућу година хрватске скулптуре", Музејски и галеријски центар, Загреб, 1991
- "Хрватска наивна умјетност", Музејско-галеријски центар, Загреб, 1992
- "Инсита 94", Словачка национална галерија, Братислава, 1994.
- "Сол земље", Умјетничка галерија, Дубровник, 1996.
- "Ремек-дјела наивне умјетности", Хрватски музеј наивне уметности, Загреб, 1997.

## Књижевност
- Деполо, Јосип. "Софија Налетилић Пенавуша", "Око", 22. ВИИ. 1982
- Хорватић, Дубравко. "Софија Налетилић Пенавуша" (каталог), Загреб, 1985
- Грацин, Власта. Софија Налетилић Пенавуша, каталог изложбе, Загреб, Хрватски музеј наивне умјетности, 2005.
- Грацин, Власта. "Измољене скулптуре" (монографија), Загреб, 2001
- Црнковић, Владимир. "Софија Налетилић Пенавуша", Уметност без граница, Хрватски музеј наивне уметности, 2006.  953-6660-33-4